# Gare de Saintes
Gare de Saintes – stacja kolejowa w Saintes, w departamencie Charente-Maritime, w regionie Nowa Akwitania, we Francji.
Jest stacją Société nationale des chemins de fer français (SNCF). Jest ona obsługiwana przez pociągi regionalne TER Poitou-Charentes.